# نمای دور (فیلم ۲۰۱۷)
نمای دور (انگلیسی: Long Shot) یک فیلم مستند کوتاه محصول ۲۰۱۷ است که در مورد چگونگی دستگیری خوان کاتالان به‌دلیل قتلی است که مرتکب نشده بود.
این فیلم متمرکز بر یک برنامهٔ تلویزیونی با نام زیاد ذوق‌زده نشو است که حاوی تصاویر خامی است که در اثبات بی‌گناهی کاتالان نقش اساسی داشته‌اند.
این مستند در ۲۹ سپتامبر ۲۰۱۷ در نتفلیکس منتشر شد.

## خلاصه داستان
در اوت ۲۰۰۳ خوان کاتالان به اتهام قتل مارتا پیوبلا در شهرستان لس آنجلس، کالیفرنیا دستگیر شد. پیوبلا در جلسهٔ دادرسی برادر کاتالان (ماریو کاتالان) در چند روز پیش به‌عنوان شاهد حاضر شده بود. از آنجا که چهرهٔ خوان با ترکیب چهرهٔ توصیف‌شده از سوی یکی از شاهدان مطابقت داشت، افسران پلیس او را بازداشت کردند. پس از انتشار تصاویری در برنامهٔ زیاد ذوق‌زده نشو، که نشان می‌داد او در زمان وقوع قتل برای تماشای بازی داجرز به ورزشگاه رفته، و پیرو رهگیری یک تماس تلفنی که نشان می‌داد پیش از وقوع قتل به ورزشگاه داجر رفته، از اتهامات خود تبرئه شد.

## بازیگران
- تاشا باگز
- خوان کاتالان
- ملیسا کاتالان
- میگل کاتالان
- لری دیوید
- باب انیشتین
- کیم ویتلی
- لزلی دان
- سم فرناندز
- اریک گاگن
- رابرت گاجیک
- تیم گیبونز
- مارکوس گیلز
- تاد ملنیک
- آلما اوسگورا
- مارتین پینر
- خوان رودریگز
- بث سیلورمن

## انتشار
این مستند در ۲۹ سپتامبر ۲۰۱۷ در نتفلیکس منتشر شد.